# Noord-Friesche Locaalspoorweg-Maatschappij
De Noord-Friesche Locaalspoorweg-Maatschappij (NFLS) werd opgericht op 31 mei 1899 te Leeuwarden.
Deze maatschappij legde normaalsporige lokaalspoorlijnen aan ten noorden van de Friese hoofdstad. Vanuit Leeuwarden liep er een lijn naar Stiens, waar deze zich splitste in een oostelijke en westelijke tak.
Na de splitsing in Stiens ging de westelijke tak via onder andere Sint Annaparochie en Tzummarum naar Harlingen met een zijtak naar Franeker (zie spoorlijn Stiens - Harlingen en spoorlijn Tzummarum - Franeker). De oostelijke tak (het 'Dokkumer lokaaltje') ging na Stiens verder in de richting van onder andere Ferwerd, Ternaard, Dokkum-Aalsum en het eindpunt Metslawier en Anjum.
De NFLS was in haar verzorgingsgebied een directe concurrent van de Nederlandsche Tramweg Maatschappij, die normaalsporige tramlijnen bouwde en exploiteerde in geheel Friesland.

## Aandelen
De NFLS had een maatschappelijk kapitaal van 1100000 Gulden, verdeeld in aandelen van elk 1000 gulden. Er waren 1100 aandelen

## Openstelling
- 22 april 1901: Leeuwarden – Ferwerd
- 2 oktober 1901: Ferwerd – Metslawier
- 2 december 1902: Stiens – Tzummarum
- 1 oktober 1903: Tzummarum – Franeker Halte en Tzummarum – Midlum-Herbaijum
- 2 mei 1904: Midlum-Herbaijum – Harlingen SS
- 24 augustus 1913 Metslawier – Anjum

De exploitatie, die aanvankelijk door de NFLS zelf werd uitgevoerd, werd vanaf 1 december 1905 overgenomen door de HSM.

## Sluiting
Op 1 januari 1935 werd de NFLS door de Staat genationaliseerd en gingen de lijnen over naar de Nederlandse Spoorwegen (NS).
Vervolgens vond er sluiting (en gedeeltelijk heropening) van lijngedeelten plaats:
- 8 oktober 1933: sluiting Tzummarum – Franeker, daarna opbraak
- 15 mei 1935: sluiting Tzummarum – Harlingen voor reizigersvervoer
- 15 mei 1935: sluiting Dokkum-Aalsum – Anjum, daarna opbraak
- 15 mei 1936: sluiting Stiens – Tzummarum voor reizigersvervoer
- 1 juli 1936: sluiting Leeuwarden – Dokkum-Aalsum voor reizigersvervoer
- 11 januari 1938: sluiting Midlum-Herbaijum – Harlingen voor goederenvervoer, daarna opbraak
- 28 mei 1940: heropening Leeuwarden – Dokkum-Aalsum voor reizigersvervoer
- 28 mei 1940: heropening Stiens – Tzummarum voor reizigersvervoer
- 1 december 1940: sluiting Leeuwarden – Dokkum-Aalsum voor reizigersvervoer
- 1 december 1940: sluiting Stiens – Tzummarum voor reizigersvervoer
- 30 oktober 1942: sluiting Tzummarum – Midlum-Herbaijum voor goederenvervoer, daarna opbraak
- 7 december 1961: sluiting Minnertsga – Tzummarum voor goederenvervoer, daarna opbraak
- 4 mei 1966: sluiting Mooie Paal aansluiting – Berlikum (vroegere NTM-tramlijn) voor goederenvervoer, daarna opbraak
- 27 september 1971: sluiting Stiens – Minnertsga voor goederenvervoer
- 1973: sluiting Holwerd – Dokkum-Aalsum voor goederenvervoer
- 1975: sluiting Stiens – Holwerd voor goederenvervoer
- 1978: opbraak Holwerd – Dokkum-Aalsum
- 1980: opbraak Stiens – Holwerd
- 1980: opbraak Stiens – Minnertsga
- 1995: sluiting Leeuwarden – Stiens voor goederenvervoer
- 1997: laatste rit Leeuwarden – Stiens
- 2006: opbraak van eerste deel Leeuwarden – Stiens, de sporen op het industrieterrein nabij emplacement Leeuwarden
- 2011: opbraak van laatste gedeelte Vliegbasis-Jelsum-Stiens. Op enkele plaatsen zijn nog wat restanten te vinden. (onder andere Westeinde Leeuwarden;wandelpad tussen spoor)

## Stations langs de NFLS

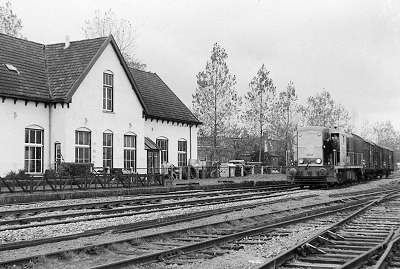
Station Stiens in 1974, toen de spoorlijn nog regelmatig bereden werd

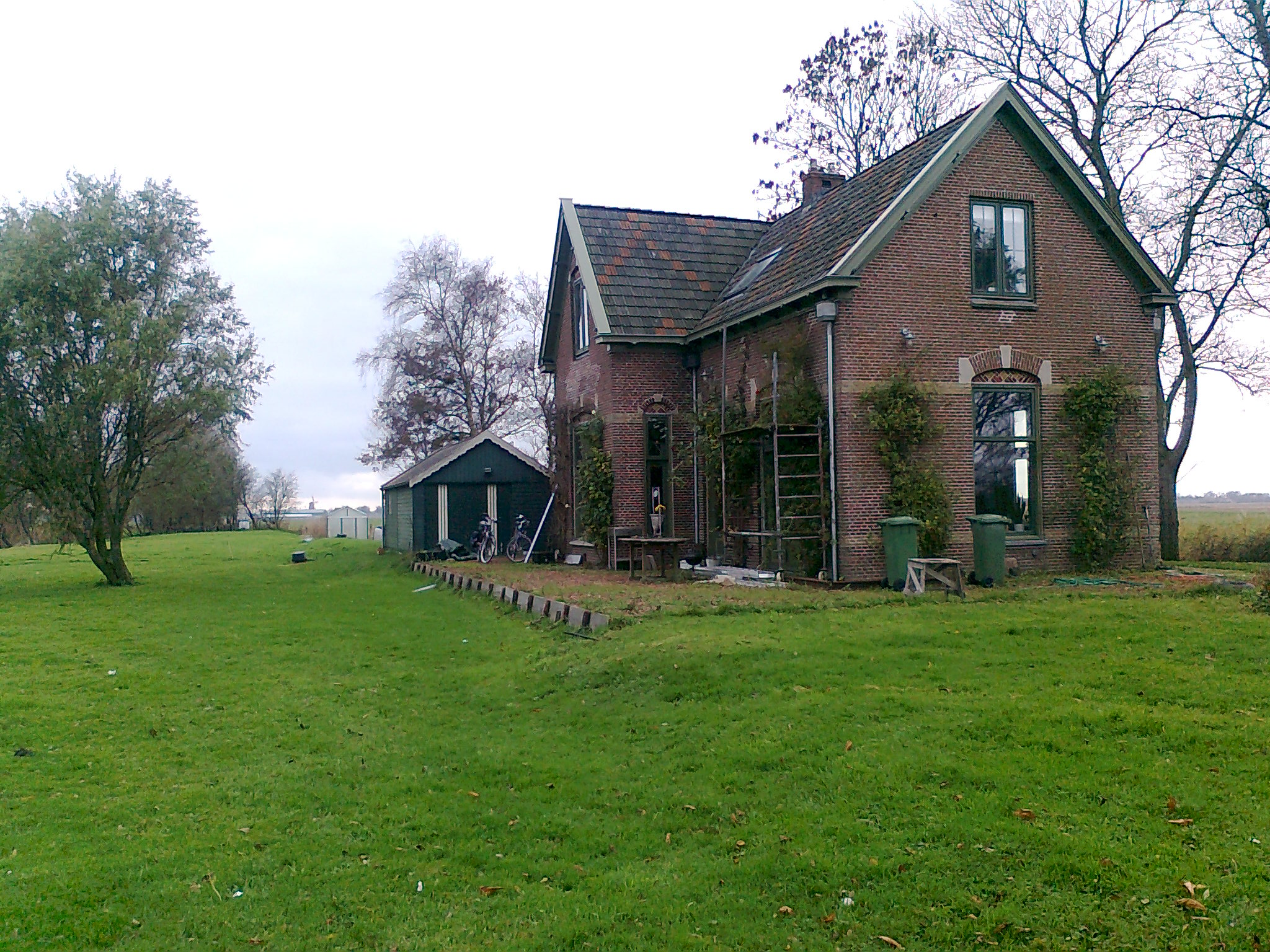
Station Morra-Lioessens anno 2011.

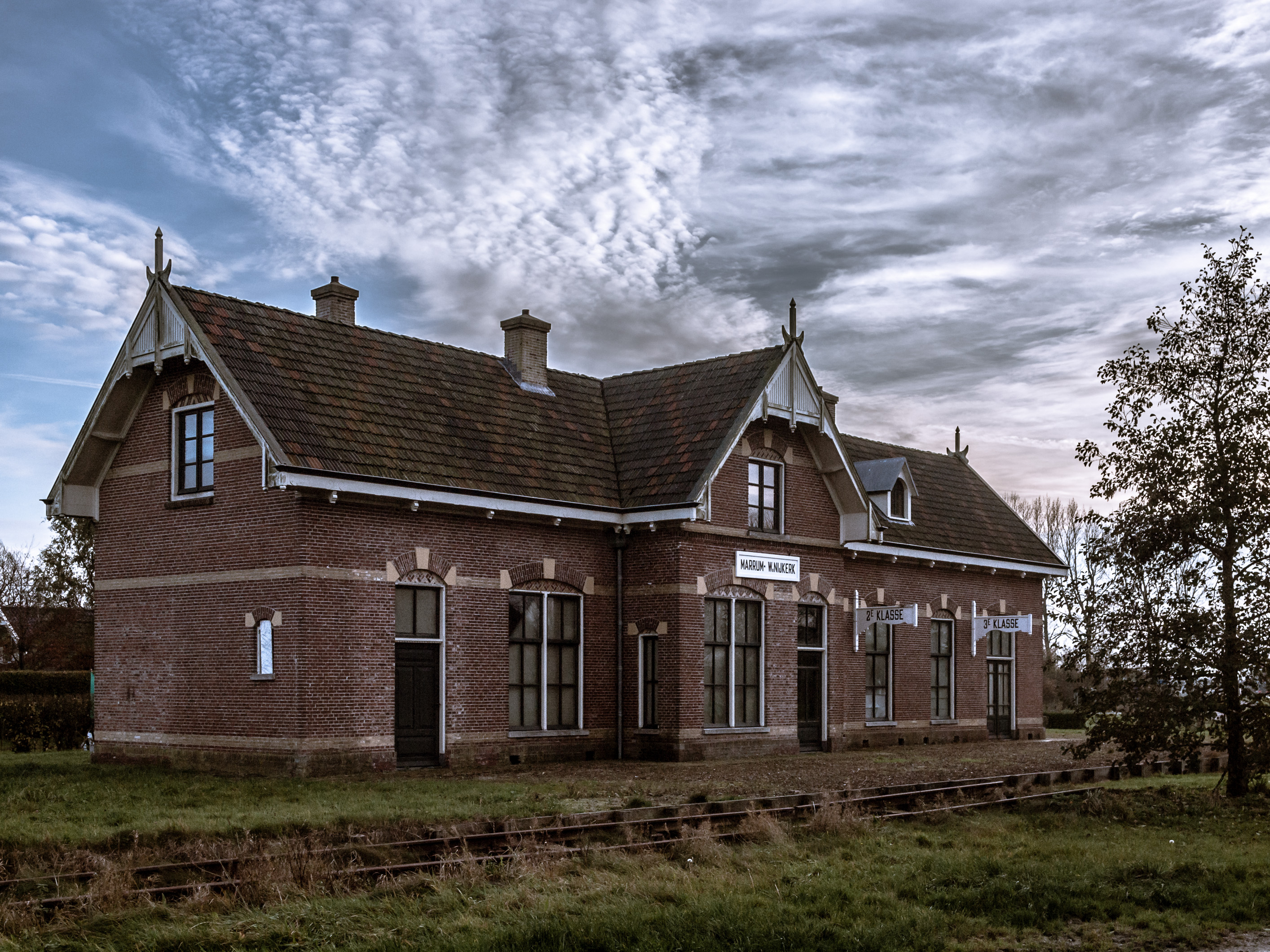
Station Marrum-Westernijkerk anno 2012.

- Leeuwarden Halte (1900)
- Jelsum (1900)
- Stiens (1900)
- Finkum (1900)
- Hijum (1900)
- Hallum (1900)
- Marrum-Westernijkerk (1900)
- Ferwerd (1900)
- Blija (1901)
- Holwerd (1901)
- Ternaard (1901)
- Hantum (1901)
- Dokkum-Aalsum (1901)
- Metslawier (1909)
- Morra-Lioessens (1909)
- Anjum (1909)
- Vrouwbuurtstermolen (1901)
- Vrouwenparochie (1901)
- Sint Annaparochie (1902)
- Sint Jacobiparochie (1902)
- Minnertsga (1902)
- Tzummarum (1902)
- Dongjum (1902)
- Franeker Halte (1902)
- Oosterbierum (1902)
- Sexbierum-Pietersbierum (1902)
- Wijnaldum (1902)
- Midlum-Herbaijum (1902)